# Indiens parlament

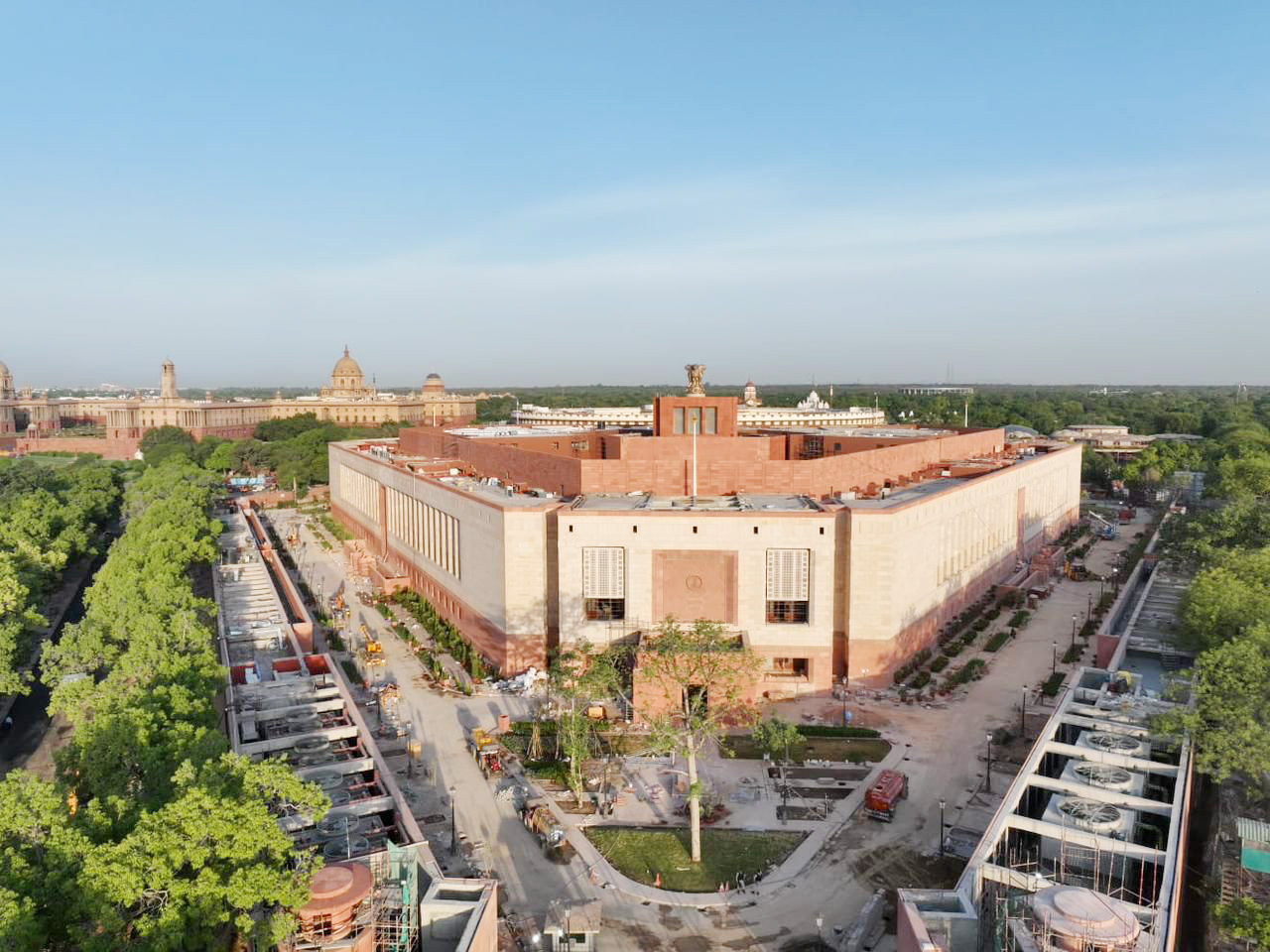
Parlamentshuset, Sansad Bhavan, i New Delhi

Indiens parlament (hindi: Sansad), är den lagstiftande församlingen i Indien sedan självständigheten. De första valen till Sansad ägde rum 1951, även om rötterna till parlamentet bildades redan 1919. Sansad är indelat i två kammare – överhuset Rajya Sabha och underhuset Lok Sabha.

## De båda kamrarna

### Rajya Sabha
I parlamentet fungerar Rajya Sabha ('Delstatsförsamlingen') som överhus, med representanter för de olika delstaterna. I överhuset Rajya Sabha sitter ledamöterna på sexåriga mandat. En tredjedel av ledamöterna byts dock ut vartannat år. Överhuset kan inte upplösas.

### Lok Sabha
Parlamentets underhus är det folkvalda Lok Sabha ('Folkförsamlingen'). Indiens president kan upplösa Lok Sabha (och därefter utlysa nyval).

## Allmänna regler
Parlamentet är lagstiftande myndighet i Indien. Kamrarna har samma kompetens, med undantag för budgetfrågor där Lok Sabha har exklusiv kompetens. Ändringar i grundlag kräver 2/3-majoritet i båda kamrarna samt sanktion av Indiens president.
Indiens regering är parlamentariskt ansvarig endast inför Lok Sabha.